# Крий (баран)
Крий («баран», др.-греч. Χρυσόμαλλος «золотое руно») — персонаж древнегреческой мифологии. Баран с золотым руном, сын Посейдона и Феофаны, принесён в жертву Аресу.
Он умел летать, и на нём Фрикс и Гелла отправились в Колхиду. По Гекатею, он говорил человеческим голосом, ободрив Фрикса и приказав принести себя в жертву.
Согласно рационалистической интерпретации, это был человек, наставник Фрикса по имени Крий, который на корабле привез Фрикса в Колхиду, а Гелла по пути умерла. У колхов его принесли в жертву богам, содрали с него кожу, позолотили и повесили в храме. По Эратосфену, сам снял с себя золотую шкуру, отдал Фриксу и вознесся на небо, став созвездием.